# (13605) Nakamuraminoru
(13605) Nakamuraminoru es un asteroide perteneciente al cinturón de asteroides, descubierto el 1 de septiembre de 1994 por Kin Endate y el también astrónomo Kazuro Watanabe desde el Observatorio de Kitami, Hokkaidō, Japón.

## Designación y nombre
Designado provisionalmente como 1994 RV. Fue nombrado por Minoru Nakamura (n. 1931) quien ha sido un voluntario activo en la difusión del conocimiento astronómico y de actividades para niños y jóvenes desde su jubilación como director de una escuela primaria en Kuroishi, prefectura de Aomori. Ha sido presidente de la Asociación Kuroishi Subaru desde 1992.

## Características orbitales
Nakamuraminoru está situado a una distancia media del Sol de 2,381 ua, pudiendo alejarse hasta 2,699 ua y acercarse hasta 2,062 ua. Su excentricidad es 0,134 y la inclinación orbital 5,319 grados. Emplea 1341,68 días en completar una órbita alrededor del Sol.

## Características físicas
La magnitud absoluta de Nakamuraminoru es 14,14. Tiene 4,028 km de diámetro y su albedo se estima en 0,360.